# چارلز شومت
چارلز شومت (به انگلیسی: Charles Shoemate) (زاده ۱۹۳۹) کارآفرین، بازرگان و مدیر ارشد اجرایی آمریکایی است، که در حال حاضر به‌عنوان عضو هیئت مدیره شرکت شورون فعالیت می‌کند.